# Петелино (Калужская область)
Петелино — деревня в Козельском районе Калужской области. Входит в состав Сельского поселения «Деревня Дешовки».
Расположено примерно в 8 км к юго-западу от города Козельск.

## Население
На 2010 год население составляло 0 человек.

## Климат
Умеренно-континентальный с ярко выраженными временами года: умеренно жарким преимущественно влажным летом, умеренно холодной снежной зимой. Средняя температура в июле +18 °C, в январе -9 °C. Относительно теплый период (с плюсовой среднесуточной температурой) продолжается 215—220 дней в году.